# 山田豊 (実業家)
山田 豊（やまだ ゆたか、1947年2月19日 - ）は、日本のプロジェクトマネージャ。東洋エンジニアリング代表取締役社長や、エンジニアリング振興協会理事長、石油学会会長を務めた。

## 人物・経歴
1971年東北大学大学院工学研究科修士課程修了、東洋エンジニアリング入社。プロジェクトマネージャを務め、2000年取締役に昇格。2002年取締役常務執行役員。2003年代表取締役常務執行役員。2004年から代表取締役社長を務めた。2009年エンジニアリング振興協会理事長。2012年東洋エンジニアリング相談役に退き、同年藍綬褒章受章。同年石油学会会長。